# Pullay
Pullay ist eine französische Gemeinde mit 387 Einwohnern (Stand: 1. Januar 2022) im Département Eure in der Region Normandie; sie gehört zum Arrondissement Bernay und zum Kanton Verneuil d’Avre et d’Iton. Die Einwohner werden Pullaysiens genannt.

## Geographie
Pullay liegt etwa 37 Kilometer südwestlich von Évreux. Umgeben wird Pullay von den Nachbargemeinden Mandres im Norden, Verneuil d’Avre et d’Iton im Osten und Nordosten, Saint-Victor-sur-Avre im Süden, Saint-Christophe-sur-Avre im Südwesten sowie Les Barils im Westen.
Durch die Gemeinde führt die Route nationale 12. 

## Bevölkerungsentwicklung
| Jahr                      | 1962 | 1968 | 1975 | 1982 | 1990 | 1999 | 2006 | 2017 |
| Einwohner                 | 243  | 237  | 246  | 304  | 328  | 353  | 365  | 400  |
| Quelle: Cassini und INSEE |      |      |      |      |      |      |      |      |

## Sehenswürdigkeiten
- Kirche Saint-Gervais-et-Saint-Protais aus dem 12. Jahrhundert, Umbauten aus dem 16. Jahrhundert, Monument historique seit 1932/2011

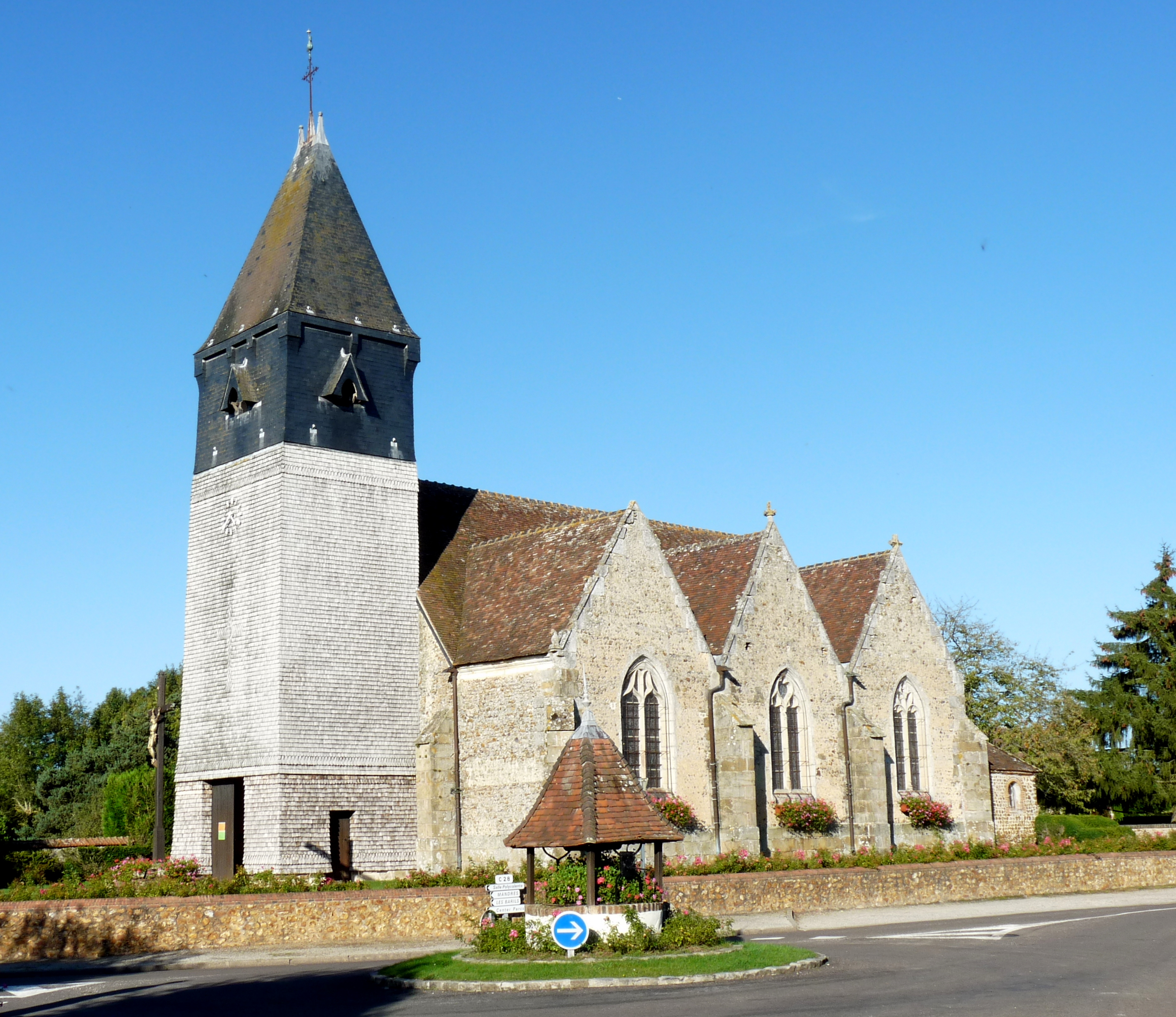
Kirche Saint-Gervais-et-Saint-Protais